# Aleksandr Ivanovič Gercen
Aleksandr Ivanovič Gercen, spesso traslitterato Herzen (in russo Александр Иванович Герцен?; Mosca, 6 aprile 1812 – Parigi, 21 gennaio 1870), è stato uno scrittore e filosofo russo, tra i più grandi intellettuali russi dell'Ottocento.

## Biografia
Aleksandr Herzen nacque nel 1812 dalla relazione del grande proprietario terriero Ivan Alekseevič Jakovlev (1767-1846) con Luisa Haag (1795-1851), una governante tedesca conosciuta a Stoccarda e portata con sé a Mosca nel 1811. Da allora i suoi genitori vissero insieme ma non si sposarono mai. Suo padre non volle trasmettere il proprio cognome né a lui né al fratello Egor (1803-1882), avuto da una serva della sua tenuta di Pokrovskoe, dandogli quello di Herzen, derivato dal tedesco Herz, cuore.
Ricevette la tradizionale istruzione da precettori privati. Il suo insegnante di russo, Ivan Protopopov, colmo di un «nobile e vago liberalismo», gli fece conoscere Il pugnale e l'Ode alla libertà di Puškin, e i Dumy del decabrista Ryleev, mentre quello di francese, il vecchio giacobino Bouchot che aveva lasciato la Francia quando «i dissoluti e i mascalzoni» avevano preso il potere, gli raccontò della Rivoluzione e di Luigi XVI «traditore della patria».
Verso il 1826 Herzen conobbe Nikolaj Ogarëv, che divenne l'amico di tutta la vita. Tanto Herzen era vivace ed estroverso, quanto Ogarëv era taciturno e pensieroso, ma comuni erano gusti e ideali. Schiller era il loro poeta preferito e un giorno, sulle colline Vorob'ëvy che dominano Mosca dall'alto, si abbracciarono giurando di sacrificare la loro vita nella lotta per la libertà.
Fece della libertà la propria bandiera, si oppose all'autoritarismo della Russia zarista, nel 1834 fu arrestato e mandato in esilio. Nonostante la sua origine nobile, si batté per i diritti del popolo dei contadini russi ma non solo.
È tra i primi pensatori del populismo anche se il populismo maturo lo marginalizzò. Nel 1848 decise di andare in esilio volontario in Europa. Assistette alla rivoluzione di febbraio a Parigi, viaggiò moltissimo in Italia, che elesse a sua seconda patria.
Visse a Genova, Roma e Nizza. In Svizzera, a Ginevra, conobbe diversi esuli italiani tra cui Giuseppe Mazzini, Carlo Pisacane, Felice Orsini e Aurelio Saffi; scrisse anche degli articoli sull'"Italia del popolo", il giornale fondato da Mazzini nel 1848. Emigrò a Londra, ormai unica capitale liberale rimasta, dopo il fallimento delle rivoluzioni popolari e anche a causa della profonda sfiducia che provava nella borghesia. A Londra  nel 1853 diede vita al periodico Free Russian Press e da lì, nel 1856, diresse il giornale «Kolokol» (La campana) organo di opposizione all'autoritarismo zarista. «Frequentò i circoli rivoluzionari in cui conobbe Karl Marx e Mikhail Bakunin, si fece promotore dell'opposizione allo zarismo e alla servitù della gleba, immaginando però un socialismo originale, fatto di pulsioni rivoluzionarie e idealismo, in grado di preservare i diritti dell'individuo e la libertà».
Isaiah Berlin considerava l'autobiografia di Herzen (Il passato e i pensieri): "uno dei grandi monumenti della letteratura russa, […] un capolavoro letterario da mettere sullo stesso piano delle opere dei suoi contemporanei e connazionali, Tolstoj, Turgenev, Dostoevskij [...]". Tolstoj dichiarò di non aver mai incontrato un altro uomo "con una così rara combinazione di scintillante brillantezza e profondità".
Il figlio Aleksandr (1839-1906) fu un noto medico e professore universitario.

## Opere
- Lo sviluppo delle idee rivoluzionarie in Russia, pref. di G, Borghini. Roma, Editori Riuniti, 1971.
- A un vecchio compagno - a cura di Vittorio Strada, Einaudi, Torino 1977 ISBN 978-88-06-22988-7
- Dall'altra sponda - traduzione e note di Pia Pera, introduzione di Isaiah Berlin, Adelphi, Milano 1993 ISBN 978-88-459-0992-4
- Breve Storia dei Russi - a cura di Ida Giordano, con una prefazione di Franco Venturi e un saggio di Sergio Romano, Corbaccio, Milano 1994 ISBN 978-88-7972-066-3
- Mazzini e Garibaldi - traduzione di Clara Coïsson, E/O, 1995 ISBN 978-88-7641-243-1
- Il passato e i pensieri - progetto editoriale e cura di Lia Wainstein, introduzione di Andrzej Walicki, Einaudi-Gallimard, Torino 1996 ISBN 978-88-446-0037-2
- Alberto Schiavone (a cura di), Il dottor Krupov, Firenze, Barbes, 2008.
- Di chi è la colpa? - traduzione di Mirco Gallenzi, Mondadori, Milano 2023, ISBN 978-8804772217